# Frades (Portugal)
Frades ist ein Ort und eine ehemalige Gemeinde (Freguesia) im Norden Portugals.
Frades gehört zum Kreis Póvoa de Lanhoso im Distrikt Braga. Die Gemeinde hatte eine Fläche von 4,2 km² und 270 Einwohner (Stand 30. Juni 2011).
Am 29. September 2013 wurden die Gemeinden Frades und Calvos zur neuen Gemeinde União das Freguesias de Calvos e Frades zusammengeschlossen.